# Tus (proteína)
Tus (de substância de utilização terminal) é uma proteína que se liga às sequências terminadoras da replicação do ADN e actua contra a helicase DnaB quando entra em contacto com uma helicase em avanço. Além disso, a ligação da proteína Tus interrompe eficazmente o movimento da DNA polimerase, pelo que a replicação do DNA não pode progredir. Assim, o Tus ajuda a terminar a replicação do DNA em procariontes.

## Definição
A proteína tus (terminus utilization substance) é uma proteína de procariotos que se liga à sequencias de 21 pares de base do DNA bacteriano denominadas sequências terminadoras (Ter).  Esta ligação de alta afinidade em sítios específicos do cromossomo interrompe o avanço da forquilha de replicação que seguem em determinado sentido em relação à orientação do complexo Tus-Ter, mas não no sentido oposto. 

## Mecanismo
Quando uma forquilha de replicação avança de encontro à proteína Tus ligada ao sítio Ter no sentido permissivo à replicação do DNA, o complexo Tus-Ter dissocia-se à medida que a forquilha de replicação é desenrolada. No entanto, quando o avanço da forquilha de replicação ocorre no sentido não permissivo, o complexo Tus-Ter oferece uma barreira mecânica que interrompe o avanço da forquilha de replicação. 

## Tus na replicação do DNA bacteriano
A replicação do genoma circular da E. coli ocorre a partir de uma única sequência de origem denominada oriC, e avança em dois sentidos opostos a partir deste ponto. Desse modo, duas forquilhas de replicação se movem em direções contrárias e se encontram na região oposta a oriC. 
O genoma da E. coli possui dez sítios da ligação à proteína Tus, denominados TerA, TerB, Ter C, e assim sucessivamente até TerJ. As proteínas Tus ligadas a estes sítios bloqueiam a forquilha de replicação que avança em um sentido mas não no outro. Desse modo, os complexos Tus-Ter funcionam como válvulas flanqueando uma região na qual as forquilhas de replicação podem entrar mas não sair (Figura), sincronizando a convergência das duas forquilhas de replicação em um ponto de terminação específico. 

Posição da sequência de origem OriC e das sequencias terminais Ter no genoma circular da E. coli.

## Referências

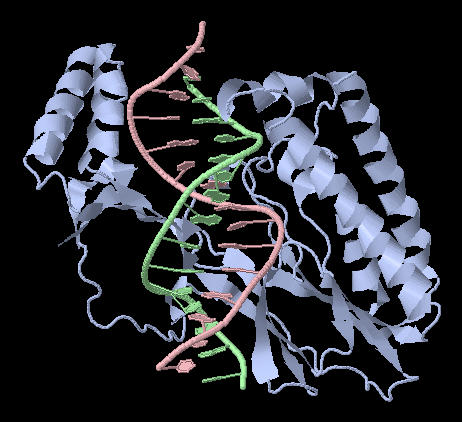
Representação da estrutura cristalina de raios X do complexo Tus-proteína Ter-ADN. (Jmol de com as fitas de ADN em rosa e verde.)